# Antonina Michailowna Maximowa

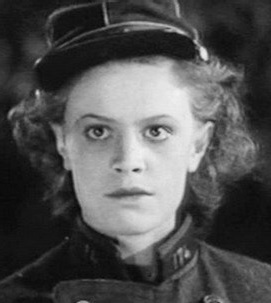
Antonina Maksimova (1936)

Antonina Michailowna Maximowa (russisch Антонина Михайловна Максимова; * 7. November 1916 in Tula; † 4. Oktober 1986 in Moskau) war eine sowjetische Schauspielerin.

## Leben
Nach der Ausbildung als Schauspielerin spielte von 1938 am Moskauer Komödientheater, es folgte ein Engagement in Saratow. Von 1941 bis 1943 diente sie als Funkerin an der Front, von 1943 bis 1946 war sie Schauspielerin eines Fronttheaters. Seit 1947 arbeitete sie im Kinostudio Mosfilm und parallel im Staatstheater der Kinodarsteller.
Nach ihrer Emilia in Sergei Jutkewitschs Othello-Verfilmung aus dem Jahre 1955 wurde sie 1959 mit der Rolle der Mutter in Grigori Tschuchrais Die Ballade vom Soldaten international bekannt. Weitere Rollen spielte Maximowna u. a. in Dein Zeitgenosse, Abschied von den Tauben und zuletzt  als Laura Lafargue in Jutkewitschs Lenin in Paris.
Maximowa war Trägerin des Titels Verdiente Künstlerin der RSFSR (1969) und des Orden des Vaterländischen Krieges II. Klasse (1985).

## Filmografie (Auswahl)
- 1955: Die Grille (Попрыгунья)
- 1955: Der Mohr von Venedig (Отелло)
- 1955: Das Geheimnis zweier Ozeane (Тайна двух океанов)
- 1959: Die Ballade vom Soldaten (Баллада о солдате)
- 1960: Die Straßenwalze und die Geige (Каток и скрипка)
- 1961: Abschied von den Tauben (Proschtschaite, golubi)
- 1966: Vorsicht, Autodieb! (Берегись автомобиля)
- 1963: Kommen Sie morgen (Приходите завтра)
- 1968: Dein Zeitgenosse (Twoi sowremennik)
- 1981: Lenin in Paris (Ленин в Париже)